# 78–81
78-81 – wspomnieniowy album kompilacyjny zespołu Kryzys wydany w 1994 roku przez firmę Złota Skała. Część nagrań pochodzi z sesji dla studenckiego radia (Toruń, 1980). Wszystkie utwory zostały przez Roberta Brylewskiego poddane obróbce studyjnej.

## Lista utworów
źródło:
| Nr  | Tytuł utworu       | Muzyka                   | Tekst                    | Tłumaczenie | Długość |
| --- | ------------------ | ------------------------ | ------------------------ | ----------- | ------- |
| 1.  | „Święty szczyt”    | Deadlock                 | Deadlock                 | M. Góralski | 4:22    |
| 2.  | „Telewizja”        | R. Brylewski             | R. Brylewski             |             | 3:09    |
| 3.  | „Małe psy”         | R. Brylewski             | M. Góralski              |             | 3:18    |
| 4.  | „Mam dość”         | R. Brylewski             | M. Góralski              |             | 3:15    |
| 5.  | „Ambicja”          | Deadlock                 | Deadlock                 | M. Góralski | 5:46    |
| 6.  | „Dance Macabre”    | Kryzys                   | R. Brylewski             |             | 4:16    |
| 7.  | „Dolina lalek”     | R. Brylewski             | M. Góralski              |             | 2:58    |
| 8.  | „Wojny gwiezdne”   | R. Brylewski             | M. Góralski              |             | 4:16    |
| 9.  | „Get Up, Stand Up” | Bob Marley & The Wailers | Bob Marley & The Wailers |             | 4:05    |
| 10. | „Moi Non Plus”     | Serge Gainsbourg         |                          |             | 4:32    |
|     |                    |                          |                          |             | 39:57   |

## Skład
- Robert „Afa” Brylewski – wokal, gitara
- Maciej „Guru” Góralski – perkusja
- Tomasz „Man” Świtalski – saksofon (1–5 i 8–9)
- Mirosław „Szymon” Szatkowski – wokal (1–5 i 8–9)
- Ireneusz „Jeżyk” Wereński – gitara basowa (1–5 i 8–9)
- Piotr „Mrówa” Mrowiński – gitar, wokal (6,7,10)
- Dariusz „Magik” Katuszewski – gitara basowa (6)
- Małgosia „Pyza” – pianino (10)